# サミュエル・アーヴィング・ニューハウス・シニア
サミュエル・アーヴィング・ニューハウス・シニア（Samuel Irving Newhouse Sr.、1895年5月24日 - 1979年8月29日）は、アメリカ合衆国の放送事業、出版事業の実業家である。アドバンス・パブリケーションズを創業した。

## 若年期
ニューヨークのローワー・イースト・サイドのテネメントで、ユダヤ系移民の家庭の8人兄弟の長子として生まれた。出生時の名前はソロモン・イザドア・ニューハウス(Solomon Isadore Neuhaus)だった。父のマイヤー・ニューハウス(Meier Neuhaus)はロシア帝国ヴィーツェプスク（現 ベラルーシ領）からの移民で、母のローズ（Rose、旧姓アレンフェルト(Arenfeldt)）はオーストリア＝ハンガリー出身だった。父は、アメリカ合衆国に帰化した際にメイヤー・ニューハウス(Meyer Newhouse)に改名した。
父はラビになるために勉強していたが、手に職はなく、体調不良のためにたまにしか働けなかった。一家はニュージャージー州ベイヨンに移り住み、母親がリネンの行商をして家計を支えていた。1908年、父親は健康上の理由から、家族と離れてコネチカット州で妹とともに暮らすことになった。ニューハウスは学校を辞め、マンハッタンのガフリー・スクールで6週間の簿記コースを履修した後、ベイヨンの弁護士、警察裁判所判事、政治家であるハイマン・ラザルスの事務所の事務員としての仕事を得た。16歳の時、ラザルスの法律事務所のオフィスマネージャーに昇進した。

## キャリア
ニューハウスの労働意欲と熱意を知ったラザルスは、経営難の地方新聞『ベイヨン・タイムズ』(Bayonne Times)（未払いの弁護料のためにラザルスが過半数の権益を取得していた）の経営をニューハウスに任せ、利益が出せたらその半分をニューハウスが受け取ることを許可した。ニューハウスはすぐに、同紙が広告料を十分に稼げていないことに気づき、個人的に新しい広告主を勧誘する一方で、店舗の販売時期を計画するための手助けをした。新聞は黒字化し、ニューハウスはラザルスから出資額の20%を譲り受けた（その後、出資比率は50%に増加した）。ニューハウスは、夜間のロースクールに通うことを決意し、1916年にニュージャージー・ロースクール（現在のラトガーズ大学ラトガーズ・ロースクール）を卒業した。
1922年、ニューハウスは自分の貯金を全部持ち出して、ラザルスと提携して地方紙『スタテンアイランド・アドバンス』の株式の51%を98,000ドルで買収した。ニューハウスらは、すぐに黒字化を達成した。1924年、ラザルスが亡くなり、ニューハウスは未亡人からラザルスの持ち分を購入し、残りの49%の株式も購入して完全に支配下においた。ニューハウスはその後も多くの新聞社を買収して黒字化した。

### 経営戦略
ニューハウスは、成長している地域の安く売りに出されている新聞社を買収することに重点を置いていた。自分で新聞を創刊することや、新聞に関係のない事業には興味がなく、ニューヨーク・ヤンキースの買収のオファーを断ったこともあった。彼は通常、市内で最も古い新聞社を買収し、その後、第二の新聞社を買収することで、広告料金を設定できるようにしていた。彼は両紙の営業と競争を維持することを約束したが、ほとんどの場合、両紙を合併して、夕刊を廃止して朝刊のみにし、事実上の独占を確立して、その利益を使って他の新聞を買収した。
ニューハウスは、茶色の革のブリーフケースを使って様々な権益を管理し、重要な人物のことは全て彼の頭の中に入れていたが、買収した企業が20の新聞社、多数の雑誌、ラジオ局、テレビ局を擁するメディア帝国に成長しても、ニューハウスは正式な本社と呼べるものを設定しなかった。今日でも、アドバンス・パブリケーションズの登記上の本社は、最初に買収した『スタテンアイランド・アドバンス』の本社所在地のままである。

### 買収のタイムライン
- 1932年: Long Island Daily Press
- 1935年: Newark Ledger
- 1939年: Newark Star Eagle（Newark Ledgerと合併させてNewark Star-Ledgerに）[6]
- 1939年: Syracuse HeraldとSyracuse Journal（合併させてSyracuse Herald  Journalに）
- 1941年: Syracuse Post-Standard
- 1945年: Jersey Journal
- 1947年: Harrisburg NewsとHarrisburg Patriot（後に合併させてThe Patriot-Newsに）
- 1949年: 保有する新聞資産をアドバンス・パブリケーションズの傘下とする[7]。
- 1950年: Portland Oregonian
- 1955年: The Birmingham News、The Huntsville Times、St. Louis Globe-Democrat
- 1959年: コンデナスト・パブリケーションズを500万ドルで買収。ニューハウスは、「妻がファッション雑誌がほしいと言ったので、彼女のために『ヴォーグ』（を発行する会社）を買って来た」と語った。コンデナスト社は他にも『グラマー』、『ハウス・アンド・ガーデン（英語版）』、『ブライド』なども発行していた。ニューハウスはすぐに別の雑誌出版社であるストリート＆スミスを買収し、コンデナスト社と合併して大手雑誌出版社となった[7]。
- 1961年: Oregon Journal
- 1962年: Times-PicayuneとStates-Item（両社はニューオーリンズにあり、1980年に合併された）
- 1967年: Cleveland Plain Dealer
- 1976年: ブース新聞社を3億500万ドルで買収。同社は、ミシガン州の8つの日刊紙を発行している。

## 私生活
ニューハウスは、芸術後援者で慈善家のミッツィ・エプスタイン（Mitzi Epstein, 1902年4月30日 - 1989年6月29日）と結婚した。ミッツィは、シルクタイの輸入業者の娘で、アッパー・ウエスト・サイドの中流階級のユダヤ人家庭に育った。2人の間には息子が2人生まれた。長男のサミュエル・アービング・ニューハウス・ジュニア（通称 Siニューハウス）は、後にアドバンス社の会長兼CEOになった。次男のドナルド・ニューハウスは、アドバンス社の社長になった。個人的に出版した回顧録A Memo to my Children（子供たちへのメモ）には、父子の間がしばしば緊張関係にあったと書かれている。
サミュエル・ニューハウスは、生涯の大半をマンハッタンで過ごした。1942年には、ニュージャージー州マーサー郡ハーバートンに143エーカーの農地を購入した。
彼の曾孫であるS.I.ニューハウス4世はドキュメンタリー映画『ボーン・リッチ』に登場し、世界で最も偉大な財産の相続人として成長した経験が描かれている。

## 死去
ニューハウスは1979年に84歳で脳卒中のためニューヨーク市で亡くなった。遺体は、スタテンアイランドのバロン・ハーシュ墓地に埋葬されている。死後、同族の主要会社であるアドバンス・パブリケーションズの議決権のある普通株式は6人の孫に信託され、2人の息子が唯一の受託者とされた。

## 賞と栄誉
死後の1989年、ジュニア・アチーブメントU.S.ビジネス殿堂入りを果たした。
シラキュース大学には、S・I・ニューハウス公共コミュニケーションスクール（ニューハウススクール）が設置されており、出身校であるラトガーズ・ロースクールにはS.I. Newhouse Center for Law and Justice（S・I・ニューハウス法と正義センター）がある。
スタテンアイランド・フェリーの船の一つに彼の名前が付けられている。